# 欧图
欧图（法語：Authou，法語發音：[otu]）是法国厄尔省的一个市镇，位于该省西北部，属于贝尔奈区。

## 地理
欧图（49°13'53"N, 0°41'34"E）面积2.96 平方千米，位于法国诺曼底大区厄尔省，该省份为法国北部内陆省份，北起滨海塞纳省，西接奧恩省和卡爾瓦多斯省，南至厄尔-卢瓦省，东临瓦兹省、瓦兹河谷省和伊夫林省。
与欧图接壤的市镇（或旧市镇、城区）包括：布里奥讷、里勒河畔弗勒讷斯、利韦叙欧图、蓬托图。

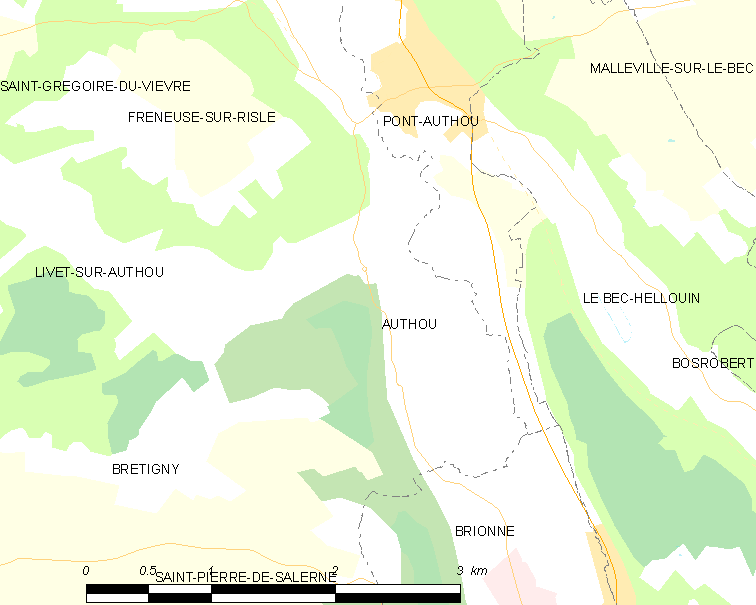
欧图的OSM定位图

欧图的时区为UTC+01:00、UTC+02:00（夏令时）。

## 行政
欧图的邮政编码为27290，INSEE市镇编码为27028。

## 政治
欧图所属的省级选区为蓬托德梅尔县。

## 人口

1962-2008年间欧图人口变化图示

欧图于2022年1月1日时的人口数量为333人。